# Миново (Орловская область)
Миново — деревня в Мценском районе Орловской области России. Входит в состав Карандаковского сельского поселения.

## История
В дореволюционных источниках упоминается как Какуренкова (Минова), а еще ранее как два объекта: деревня Минов Луг и сельцо Минов Луг .

## География
Деревня находится в северной части Орловской области, в лесостепной зоне, в пределах центральной части Среднерусской возвышенности, на левом берегу реки Зуши, на расстоянии примерно 14 километров (по прямой) к северо-западу от города Мценска, административного центра района. Абсолютная высота — 153 метра над уровнем моря.
На юге деревня Миново граничит с посёлком Междуречье. На северо-западе расположена деревня Шашкино. На другом берегу Зуши, который связан с Миново автомобильным мостом, находятся на юго-востоке деревня Марс и на северо-востоке населенные пункты Тульской области: Троицкое-Бачурино и Снежедь.

### Климат
Климат характеризуется как умеренно континентальный с умеренно морозной зимой и теплым, иногда жарким летом. Средняя многолетняя температура самого холодного месяца — января, составляет −9,4°С, температура самого теплого +19°С.

### Часовой пояс
Деревня Миново, как и вся Орловская область, находится в часовой зоне МСК (московское время). Смещение применяемого времени относительно UTC составляет +3:00.

## Население
| 2010 |
| ---- |
| 27   |

Половой состав
По данным Всероссийской переписи населения 2010 года в гендерной структуре населения мужчины составляли 51,9 %, женщины — соответственно 48,1 %.
Национальный состав
Согласно результатам переписи 2002 года, в национальной структуре населения русские составляли 100 % из 43 чел.

## Инфраструктура
Действуют дом культуры и библиотека.
В деревне через реку Зуша перекинут автомобильный мост, позволяющий добраться до Марса и Троицкого-Бачурино Тульской области.